# Golpe de 18 de Brumário
O Golpe de 18 de Brumário do Ano VIII (de acordo com o Calendário Republicano Francês) foi um golpe de Estado ocorrido na Primeira República Francesa em 9 de novembro de 1799, que colocou fim ao regime do Diretório e à Revolução Francesa, dando início à Era Napoleônica.

## Contexto
O regime do Diretório, que governava a França desde 1795, estava marcado pela corrupção de seus dirigentes, por inúmeros golpes de Estado, pela agitação popular e militar e por uma profunda crise econômica. À esquerda e à direita, desde jacobinos até monarquistas, o Diretório era golpeado com críticas e levantes. Até mesmo entre seus defensores, a burguesia, havia uma crescente insatisfação contra o regime.
Por outro lado, nacionalismo, glórias militares e ideais de igualdade fascinavam os franceses nesse período. Nesse contexto, o jovem Napoleão Bonaparte valia-se de suas ações militares no Egito e de sua vitória sobre os exércitos ítalo-austríacos para criar sua imagem de herói nacional. O general recebeu uma recepção apoteótica quando retornou a Paris e, em seguida, começou a planejar um golpe de Estado com outros conspiradores.
Napoleão, ainda que jovem, destacou-se como um dos mais respeitáveis generais do Exército Francês durante a Revolução. Sua habilidade na guerra devia-se principalmente à verdadeira reforma que empreendeu no meio militar, concedendo vantagens, motivação, profissionalização e, sobretudo, a infusão de um espírito nacional aos soldados. O exército de Napoleão foi o primeiro exército da história ligado à ideia de "nação", ao contrário dos exércitos tradicionais da época, associados à aristocracia.
A burguesia e membros do Diretório - em particular o Diretor Emmanuel Joseph Sieyès - perceberam que o general Bonaparte era o homem certo para consolidar um novo regime. Propuseram-lhe, então, que utilizasse a força de suas tropas para assumir o governo.

## Golpe
Numa ação eficaz, apesar de tumultuada, Napoleão cercou o Conselho dos Quinhentos e forçou a demissão dos membros do Diretório, tomando o poder para si. Grande parte do Conselho protestou furiosamente, assim como os diretores Louis Gohier e Jean-François-Auguste Moulin, que tentaram resistir ao golpe, porém, sem sucesso. 

No momento do golpe, deputados exigiram respeito à Constituição de 1795 (Ano III), ao que Napoleão respondeu:
A Constituição! Vocês mesmos a destruíram! Vocês a violaram em 18 de Frutidor; a violaram em 22 de Floreal; a violaram em 30 de Prairial. Ela já não tem o respeito de ninguém!
Em plena crise política e econômica, os promotores do golpe criaram o Consulado, estabelecendo um novo regime na França, protagonizado por Napoleão Bonaparte, que assumiu o título de Primeiro Cônsul. O golpe foi acolhido com entusiasmo por grande parte da população e, principalmente, pela burguesia, que aspirava à paz, à ordem interna e à normalização das atividades econômicas. Por outro lado, os conspiradores acreditavam que acabariam por reduzir a importância de Napoleão, utilizando-o apenas como a "espada" que levaria a cabo o movimento golpista.

## Consequências
Após o Golpe de 18 de Brumário, uma nova Constituição foi redigida e os poderes da República se concentraram nas mãos de três cônsules: Napoleão Bonaparte, Roger Ducos e o próprio Sieyès, sendo os dois últimos substituídos logo em seguida por Jean-Jacques-Régis de Cambacérès e Charles-François Lebrun.
Posteriormente, Napoleão dominaria completamente o cenário político, tornando-se Cônsul Vitalício, em 1802, e Imperador dos Franceses, em 1804.